# ایگوانا (ترانه)
«ایگوانا» (به انگلیسی: Iguana) ترانه‌ای از خواننده اهل رومانی اینا است. این ترانه در ۳۰ نوامبر ۲۰۱۸ به‌عنوان دومین تک‌آهنگ از ششمین آلبوم استودیویی اینا با عنوان یو (۲۰۱۹) توسط گلوبال رکوردز و راک نیشن منتشر شد.